# هيج أفنيو
هيج أفنيو (بالإنجليزية: Haig Avenue)‏ هو ملعب كرة قدم في مرزيسايد بإنجلترا. اُفتُتح عام 1905 ، يتسع الملعب إلى 6000 متفرج.